# Le Féminisme (bande dessinée)

Le Féminisme (sous-titré en sept slogans et citations) est une bande dessinée écrite par Anne-Charlotte Husson et dessinée par Thomas Mathieu. Ce livre a été édité par Le Lombard en 2016 dans la collection La petite bédéthèque des savoirs, où il porte le numéro 11. 
Il s'agit d'un ouvrage de vulgarisation visant à expliquer l'histoire et les concepts du féminisme. 
En 2014 Anne-charlotte Husson était chercheuse à l'ENS Lyon et professeure de français à Cambridge et tient un blog féministe intitulé "Genre!". Thomas Mathieu s'est quant à lui fait connaître avec le Projet crocodiles (2013), un blog consacré au harcèlement sexuel, qui illustre les témoignages de nombreuses femmes.

## Résumé
Le livre analyse le féminisme à travers les sept slogans et citations célèbres suivantes, qui constituent autant de chapitres :
- La femme a le droit de monter sur l'échafaud, elle doit avoir également celui de monter à la tribune, Olympe de Gouges, Déclaration des droits de la femme et de la citoyenne, article X.
- Le privé est politique
- On ne nait pas femme, on le devient, Simone de Beauvoir, Le Deuxième Sexe, tome 2.
- White women listen!
- Nos désirs font désordre
- Le féminisme n'a jamais tué personne, le machisme tue tous les jours, Benoîte Groult.
- Ne me libère pas, je m'en charge !